# ويليام ثورن
ويليام ثورن هو سياسي أسترالي، ولد في سبتمبر 1852 في إبسوتش في أستراليا، وتوفي في 1 فبراير 1935 في Crows Nest, Queensland ‏ في أستراليا. انتخب عضو المجلس التشريعي لولاية كوينزلاند ‏.